# Kalevi Hämäläinen
Kalevi Nikolai Hämäläinen (* 13. Dezember 1932 in Juva; † 10. Januar 2005 ebenda) war ein finnischer Skilangläufer.

## Werdegang
Hämäläinen, der für den Sulkavan Urheilijat startete, errang im Februar 1955 bei den Lahti Ski Games den zweiten Platz im 18-km-Lauf. Bei den Olympischen Winterspielen 1956 in Cortina d’Ampezzo belegte er den 20. Platz über 30 km. Anfang März 1956 siegte er bei den Lahti Ski Games über 18 km. Bei den nordischen Skiweltmeisterschaften 1958 in Lahti holte er die Bronzemedaille mit der Staffel und die Goldmedaille über 30 km. Zudem errang er dort den zehnten Platz über 15 km und den siebten Platz über 50 km. Bei den Olympischen Winterspielen 1960 in Squaw Valley gewann er die Goldmedaille über 50 km und belegte zudem den 12. Platz über 30 km. Zwei Jahre später holte er bei den Weltmeisterschaften in Zakopane die Bronzemedaille über 50 km. Im März 1963 wurde er Achter beim Holmenkollen Skifestival über 50 km. Bei seiner letzten Olympiateilnahme 1964 in Innsbruck kam er auf den 16. Platz über 50 km. Im März 1965 errang er bei den Lahti Ski Games den dritten Platz und im März 1966 den ersten Platz jeweils über 50 km.